# Zakład Termicznego Przekształcania Odpadów Komunalnych w Bydgoszczy

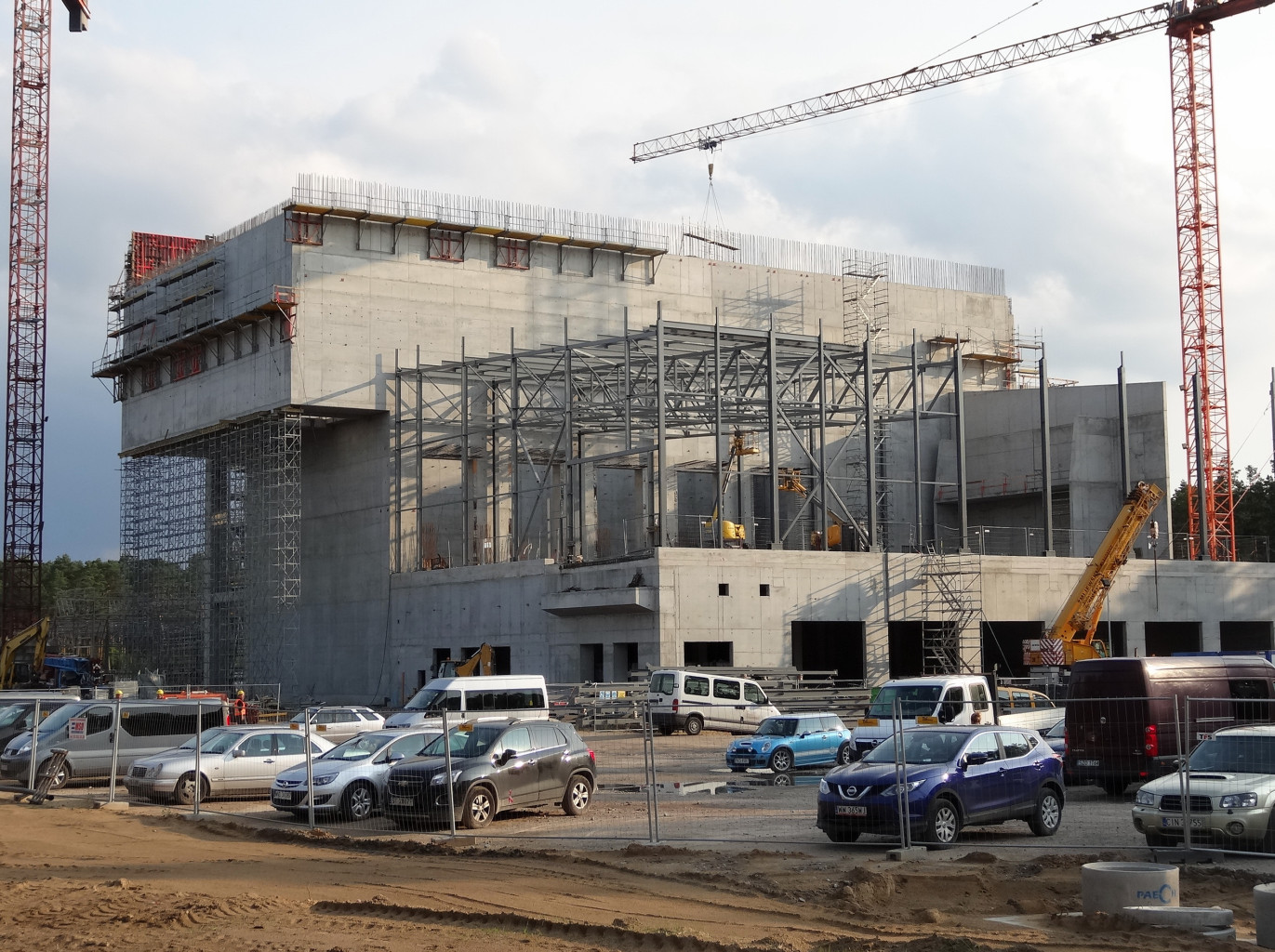
Spalarnia w budowie (2014)

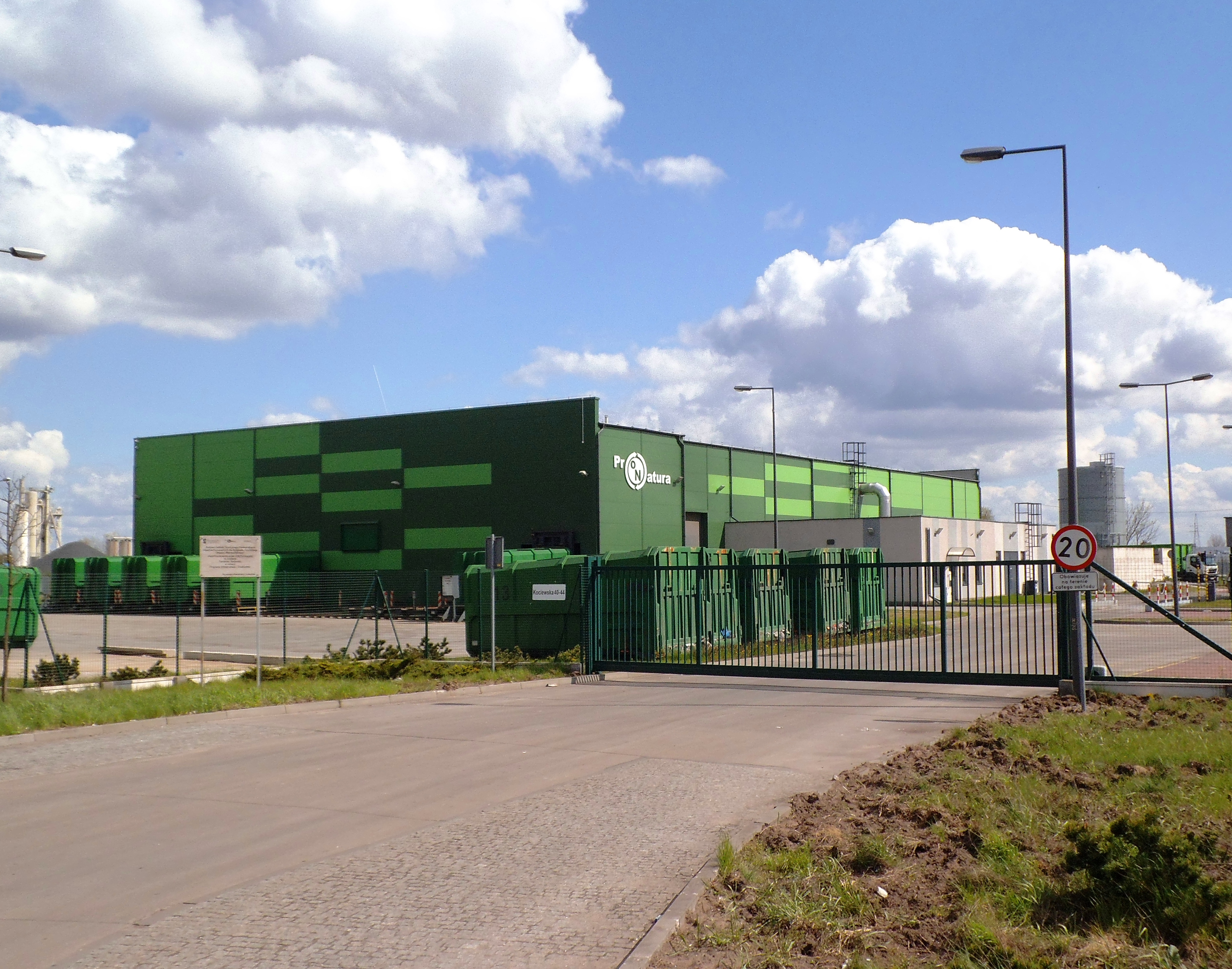
Stacja przeładunkowa odbioru odpadów przy ul. Kociewskiej w Toruniu

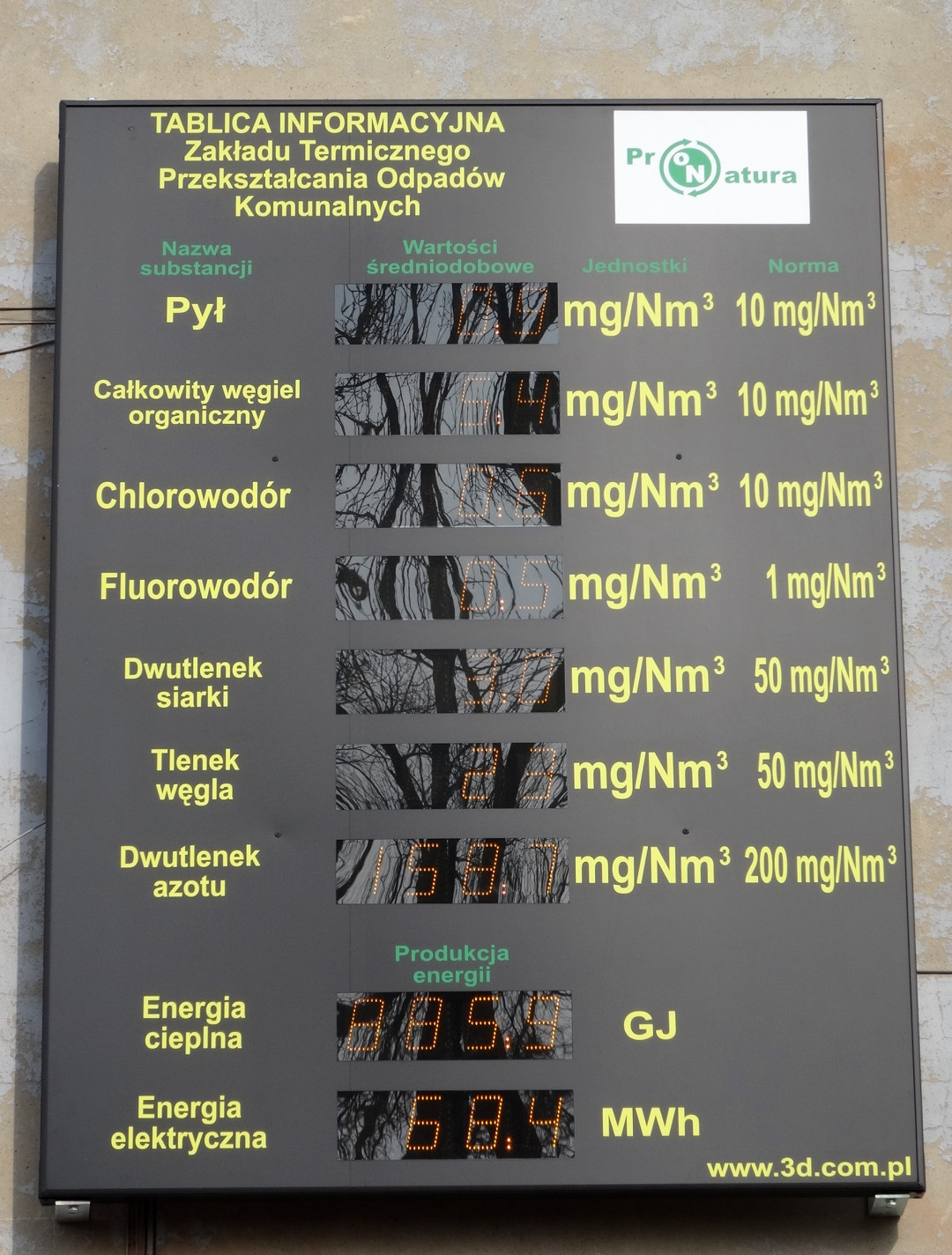
Tablica elektroniczna w Łęgnowie informująca o stanie czystości powietrza w sąsiedztwie ZTPOK

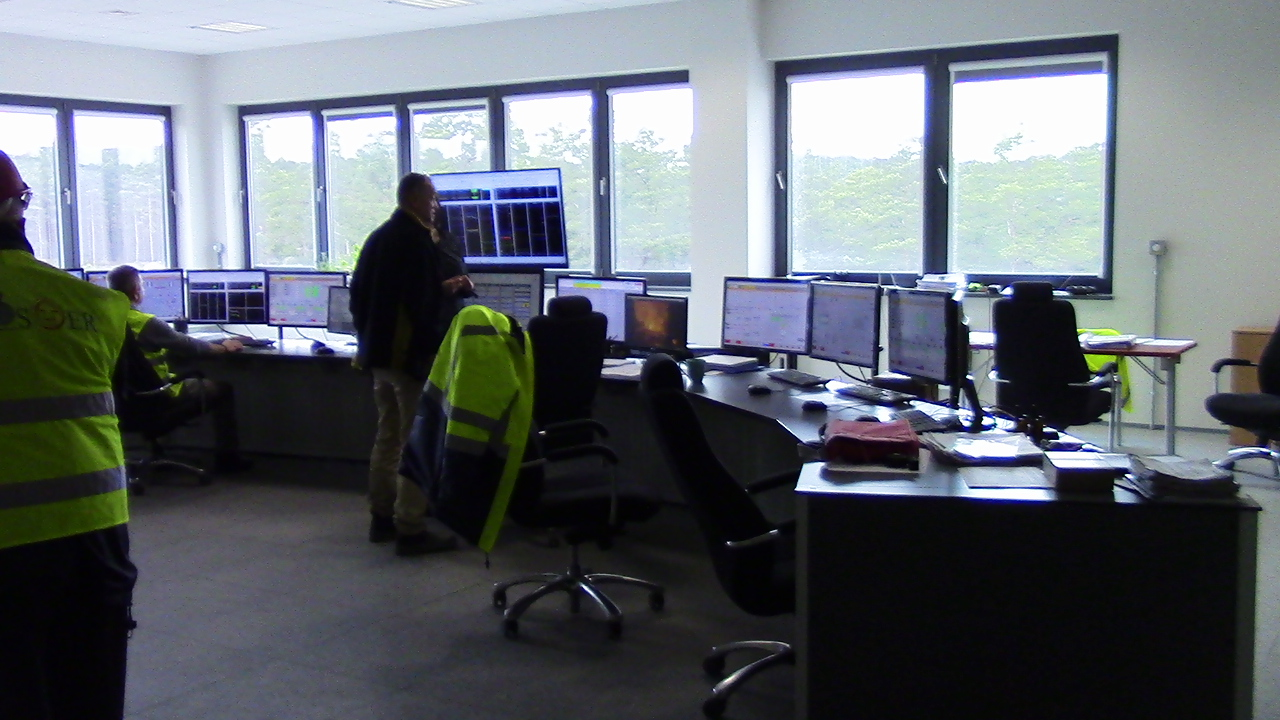
Centrum dowodzenia spalarni

Zakład Termicznego Przekształcania Odpadów Komunalnych w Bydgoszczy – elektrociepłownia w Bydgoszczy, jedna z pierwszych dużych spalarni odpadów w Polsce finansowanych ze środków Unii Europejskiej.

## Charakterystyka
W ZTPOK utylizowane są zmieszane odpady komunalne, palne odpady wielkogabarytowe oraz pozostałości z sortowania odpadów. Wydajność nominalna wynosi 180 tys. ton rocznie. Łączna moc cieplna zakładu wynosi 27,7 MW z jednoczesnym udziałem mocy elektrycznej 9,2 MW. Ilości te mogą zapewnić ciepłą wodę, ogrzewanie i prąd elektryczny dla kilkudziesięciu tysięcy osób. ZTPOK jest dostarczycielem ciepła i energii elektrycznej m.in. dla przedsiębiorstw Bydgoskiego Parku Przemysłowo-Technologicznego.
Wraz z realizacją inwestycji zamontowano trzy tablice elektroniczne informujące o aktualnej mocy spalarni oraz emisjach zanieczyszczeń do atmosfery. Znajdują się one przy ZTPOK, na budynkach Szkoły Podstawowej nr 46 przy ul. Kombatantów 2 (Kapuściska) i Zespołu Szkół nr 18 przy ul. Hutniczej 89 (Łęgnowo). Na tablicach prezentowane są wielkości emisji takich zanieczyszczeń jak pyły, całkowity węgiel organiczny, chlorowodór, fluorowodór, dwutlenek siarki, tlenek węgla, dwutlenek azotu i porównywane są one do wartości dopuszczalnych.
Odpady trafiające do ZTPOK są filtrowane i przetwarzane w ten sposób, że ilości gazów emitowanych ze spalania są niższe od ilości dozwolonych przez prawo. Odpady bada się również pod kątem promieniotwórczości.
Spółką założycielską ZTPOK jest ProNatura z większościowym udziałem miasta Bydgoszczy.

### Lokalizacja
ZTPOK zlokalizowany jest w Bydgoskim Parku Przemysłowo-Technologicznym, około 600 m od południowej obwodnicy Bydgoszczy, na terenie odseparowanym od osiedli mieszkaniowych. Zakład otoczony jest Puszczą Bydgoską i połączony z drogą krajową nr 10 (docelowo S10).
Powierzchnia zabudowy elektrociepłowni wynosi 1,9 ha, a poszczególne elementy zakładu rozmieszczone są na działce o powierzchni 5 ha.

## Historia
W marcu 2008 roku opracowano Ocenę wykonalności docelowego systemu gospodarki odpadami dla Bydgosko-Toruńskiego Obszaru Metropolitarnego z wyborem wariantów lokalizacji Zakładu Termicznego Przekształcania Odpadów Komunalnych. 29 października 2009 roku w Bydgoszczy zawarto porozumienie w sprawie budowy spalarni odpadów dla regionu bydgosko-toruńskiego. Ustalono, że do spalarni dostarczane będą odpady z Bydgoszczy, Torunia i gmin Solec Kujawski, Białe Błota, Dąbrowa Chełmińska, Dobrcz, Nowa Wieś Wielka, Osielsko, Sicienko, Mrocza, Lubicz, Łubianka, Łysomice, Wielka Nieszawka, Zławieś Wielka, Czernikowo, Obrowo (razem 750 tys. mieszkańców). Zgodnie z porozumieniem, gmina miasta Toruń zobowiązała się do przekazywania do spalarni od 49 do 60 tys. ton odpadów komunalnych rocznie do 2030 roku, co stanowi 30% mocy przerobowych zakładu.
Rozpatrywano kilka wariantów lokalizacji obiektu:
- w Bydgoszczy: okolice elektrociepłowni EC II, składowisko odpadów komunalnych w Wypaleniskach lub Bydgoski Park Przemysłowo-Technologiczny,
- w Toruniu: teren Zakładu Unieszkodliwiania Odpadów Komunalnych MPO Toruń przy ul. Kociewskiej.

W analizie wielokryterialnej wskazano teren BPPT jako najkorzystniejszy pod względem logistycznym, ekonomicznym i ekologicznym. Projekt był współfinansowany ze środków europejskich w ramach Programu Operacyjnego Infrastruktura i Środowisko ze środków Funduszu Spójności. Całkowity koszt inwestycji wyniósł 522 mln zł, w tym kwota unijnego wsparcia wyniosła 255 mln zł.
Realizacją przedsięwzięcia zajął się Międzygminny Kompleks Unieszkodliwiania Odpadów ProNatura w Bydgoszczy. Zakres rzeczowy przedsięwzięcia obejmował:
- w Bydgoszczy: budowę spalarni odpadów wraz z elektrociepłownią i siecią przesyłową oraz kompostowni odpadów o wydajności 4 tys. ton rocznie,
- w Toruniu: budowę stacji przeładunkowej odbioru odpadów.

Spalarnia została zaprojektowana na produkcję energii cieplnej w ilości 648 tys. GJ/rok (180 tys. MWh/rok) oraz energii elektrycznej w wielkości 54 tys. MWh/rok.
W ramach konsultacji społecznych zastrzeżenia do projektu zgłaszały środowiska ekologiczne (Stowarzyszenie Technologii Ekologicznych Silesia w Opolu) oraz mieszkańcy osiedli Kapuściska i Łęgnowo. W związku z tym w latach 2009–2010 władze Bydgoszczy zorganizowały tzw. Okrągły Stół Odpadowy, w którym uczestniczyły grupy społeczne, organizacje ekologiczne i samorządy osiedlowe oraz zrealizowano dwa bezpłatne wyjazdy do spalarni odpadów komunalnych w Berlinie i Villers-Saint-Paul we Francji m.in. w celu obserwacji stanu środowiska wokół nich.
3 marca 2011 roku w Ministerstwie Rozwoju Regionalnego podpisano pierwszą umowę w zakresie budowy spalarni odpadów w ramach Programu Infrastruktura i Środowisko. W rozstrzygniętym 3 sierpnia 2012 roku przetargu najkorzystniejszą ofertę złożyło włoskie konsorcjum przedsiębiorstw Astaldi S.p.A. i TM.E. S.p.A. Termomeccanica Ecologia. Budowę rozpoczęto 30 września 2013 roku. Na początku 2015 roku oddano do użytku stację przeładunkową odpadów w Toruniu. 24 września 2015 roku Sejmik Województwa Kujawsko-Pomorskiego wpisał ZTPOK na listę regionalnych instalacji do przetwarzania odpadów komunalnych (RIPOK), dla Regionu 5 Bydgosko-Toruńskiego. Uroczyste oddanie spalarni do użytku nastąpiło 26 listopada 2015 roku.
Od 8 grudnia 2015 roku energia wytworzona w elektrociepłowni przekazywana jest do sieci KPEC. Stopniowo podnoszono moc cieplną od 5 MW do 20 MW.
W ciągu pierwszych 100 dni działalności zakładu przyjęto 48 tys. ton odpadów, z czego spalono 44 tysiące. Elektrociepłownię w tym czasie zwiedzało ponad 300 osób, w tym dwie oficjalne delegacje z Ukrainy. 17 marca 2016 roku podpisano porozumienie partnerskie z włoską spółką Silea SpA, która zarządza instalacją przekształcania odpadów w Lecco. Strony zobowiązały się do regularnej wymiany doświadczeń w zakresie bieżącej eksploatacji instalacji termicznego przetwarzania odpadów oraz prowadzenia edukacji ekologicznej dla mieszkańców.